# 중화인민공화국 수리부

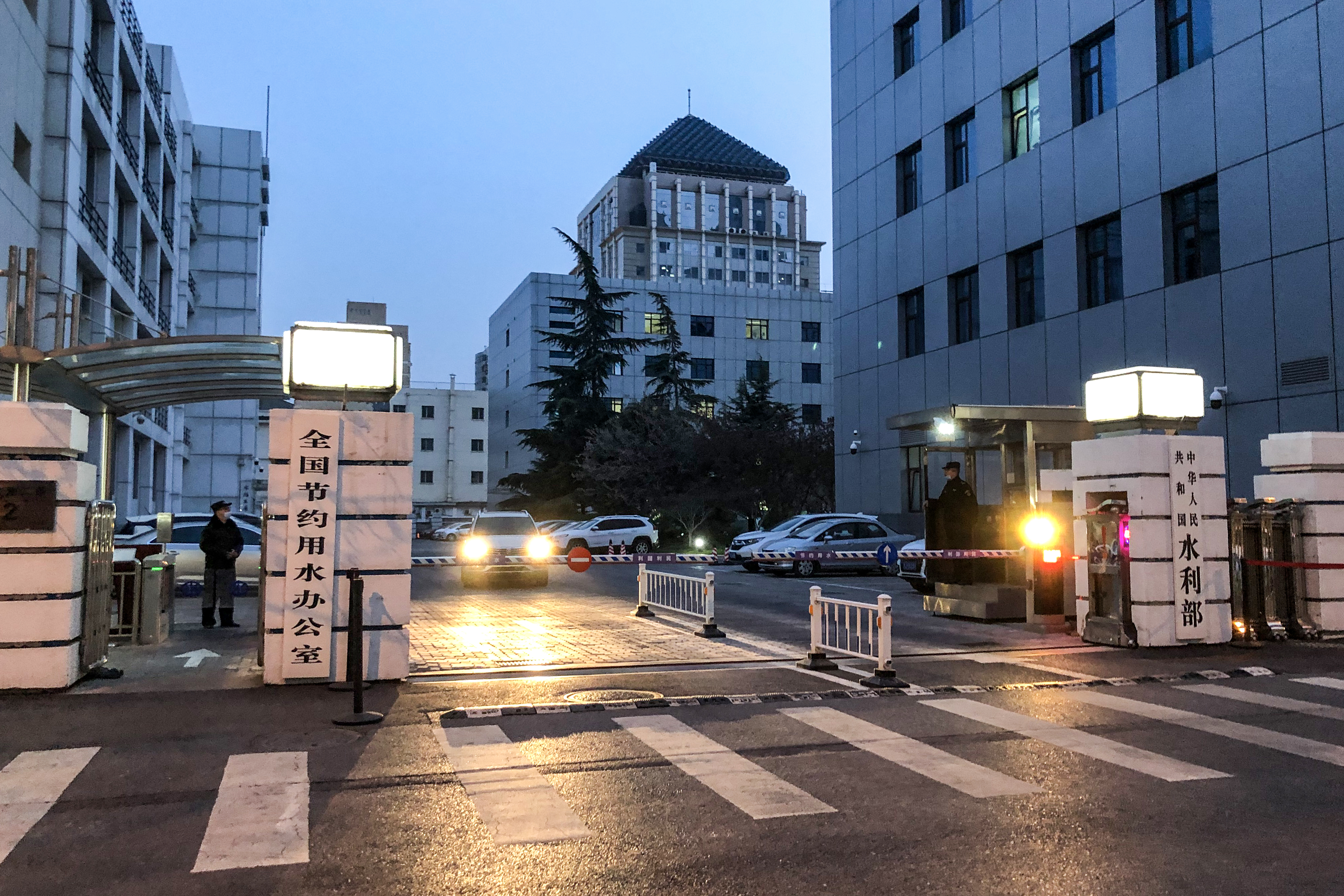

중화인민공화국 수리부(중국어 간체자: 中华人民共和国水利部, 정체자: 中華人民共和國水利部, 병음: Zhónghuá Rénmín Gònghéguó Shuǐlì Bù)는 중화인민공화국 국무원에 속해있는 행정 기관이다. 수자원에 관한 행정을 관할한다.
1949년에 공식 성립되었다.

## 연혁
- 1949년 수리부 성립.
- 1958년 2월 11일 전력부와 합병, 수리 전력부로 개칭.
- 1979년 2월 23일 수리 전력부 폐지, 다시 수리부 설립.
- 1982년 전력 공업부와 합병, 수리 전력부로 개칭.
- 1988년 4월 수리부로 복귀함.